# The Canberra Times
The Canberra Times (рус. «Канберра таймс», с англ. — «Канберрское время») — ежедневная левоцентристская газета, издающаяся в городе Канберра, столице Австралии. Основана в 1926 году.

## История
Газета была основана в 1926 году журналистом Артуром Шэйкспиром и стала второй после The Federal Capital Pioneer газетой, издававшейся в Канберре.
В 1960-х годах Артур Шэйкспир продал газету группе Fairfax с условием, что газета продолжит отстаивать интересы Канберры. Позднее газета была продана компании Publishing and Broadcasting Limited, которая, в свою очередь, в 1989 году продала её бизнесмену Керри Стоксу за 110 миллионов долларов. Компания Rural Press Limited в 1998 году купила у Стокса газету за 160 миллионов долларов. Rural Press Limited слилась с группой Fairfax Media 8 мая 2007 года.
Первый выпуск газеты в интернете был опубликован 31 марта 1997 года.

## Главные редакторы
В настоящее время главным редактором газеты является Джек Уотерфорд. Предыдущий главный редактор, Питер Фрей, покинул пост в январе 2009 года, перейдя в The Sydney Morning Herald. В 1993—1995 годах редактором газеты была Мишель Граттан, первая женщина — редактор городской ежедневной газеты в Австралии.

## Противоречия
В 2008 году газета принесла формальные извинения за публикацию эссе, в котором Ирфан Юсуф ложно обвинил американского историка Даниэля Пайпса в высказывании, что мусульмане заслуживают не меньшего истребления, чем евреи во время холокоста.
17 октября 2008 года «Канберра таймс» вышла со стикером на первой странице, рекламирующим лейбористскую партию. Генеральному менеджеру Кену Николсу пришлось давать объяснения.